# Бонабері
Бонабері (фр. Bonabéri) — поселення на заході Прибережного регіону, Камерун.

## Клімат
Містечко знаходиться у зоні, котра характеризується мусонним кліматом. Найтепліший місяць — лютий із середньою температурою 28.2 °C (82.8 °F). Найхолодніший місяць — серпень, із середньою температурою 25.1 °С (77.2 °F).
| Клімат Бонабері         | Клімат Бонабері | Клімат Бонабері | Клімат Бонабері | Клімат Бонабері | Клімат Бонабері | Клімат Бонабері | Клімат Бонабері | Клімат Бонабері | Клімат Бонабері | Клімат Бонабері | Клімат Бонабері | Клімат Бонабері | Клімат Бонабері |
| Показник                | Січ.            | Лют.            | Бер.            | Квіт.           | Трав.           | Черв.           | Лип.            | Серп.           | Вер.            | Жовт.           | Лист.           | Груд.           | Рік             |
| Середня температура, °C | 27,5            | 28,2            | 28              | 27,8            | 27,3            | 26,3            | 25,2            | 25,1            | 25,7            | 26,2            | 26,9            | 27,2            | 26,8            |
| Норма опадів, мм        | 31.6            | 57.8            | 157.9           | 219             | 262.2           | 389             | 600.7           | 656.3           | 559.5           | 385.3           | 127.2           | 29.7            | 3476.2          |
| Днів з опадами          | 4,7             | 8,5             | 15,4            | 17,7            | 20,6            | 22,4            | 25,7            | 28,7            | 26,6            | 24,8            | 12,6            | 5,6             | 213,3           |
| Вологість повітря, %    | 78.2            | 76.6            | 79              | 79.9            | 81.7            | 83.9            | 86.3            | 86.3            | 84.8            | 83.9            | 82.6            | 80.5            | 82              |
| ----------------------- | --------------- | --------------- | --------------- | --------------- | --------------- | --------------- | --------------- | --------------- | --------------- | --------------- | --------------- | --------------- | --------------- |
| Джерело: Weatherbase    |                 |                 |                 |                 |                 |                 |                 |                 |                 |                 |                 |                 |                 |